# Сизрань (аеродром)
Сизрань (рос. Сызрань також рос. Троекуровка) — авіабаза Військово-космічних сил Росії, розташована поблизу Сизрані Самарської області Росії.
На базі дислокується 484-й учбовий вертолітний полк з вертольотами Мі-24 у складі філії «Військового навчального наукового центру Військово-повітряних сил Військово-повітряна академія імені професора Жуковського та Ю. Гагаріна». 